# Мюррей, Чарльз, 1-й граф Данмор
Чарльз Мюррей, 1-й граф Данмор (англ. Charles Murray, 1st Earl of Dunmore; 24 февраля 1661 — 19 апреля 1710) — шотландский пэр. Ранее он был известен как лорд Чарльз Мюррей.

## Ранняя жизнь
Лорд Чарльз Мюррей родился 24 февраля 1661 года. Второй сын Джона Мюррея, 1-го маркиза Атолла (1631—1703), и Амелии Энн Софии Стэнли (1633—1702/1703). Его старший брат Джон Мюррей, унаследовавший маркизат своего отца в мае 1703 года, был назначен 1-м герцогом Атоллом в июне 1703 года.

## Карьера
К 1685 году он был полковником шотландского полка серых, а затем дослужился до генерала британской армии.
16 августа 1686 года для него были созданы титулы графа Данмора, виконта Финкасла и лорда Мюррея из Блэра, Мулена и Тиллимета (Пэрство Шотландии).
В 1689, 1692 и 1696 годах лорд Данмор трижды был заключен в тюрьму как подозреваемый в поддержке якобитов. Он занимал пост шталмейстера принцессы Марии и Анны. В 1703 году он стал членом Тайного совета Шотландии.

## Личная жизнь
8 декабря 1682 года Чарльз Мюррей женился на Кэтрин Уоттс (? — до 22 января 1711), дочери и наследнице Ричарда Уоттса из Грейт-Мундена, Хартфордшир. У супругов было пять сыновей и три дочери:
- Джеймс Мюррей, виконт Финкасл (7 декабря 1683 — 29 сентября 1704), капитан шотландского пехотного полка Макартни, умерший неженатым[1].
- Генриетта Мария Мюррей (ок. 1684 — 27 октября 1702), в 1702 году она вышла замуж за Патрика Киннэрда, 3-го лорда Киннэрда, сына Патрика Киннэрда, 2-го лорда Киннэрда и достопочтенной Энн Фрейзер (дочь 8-го лорда Ловата)[1].
- Джон Мюррей, 2-й граф Данмор (31 октября 1685 — 18 апреля 1752), генерал и пэр-представитель Шотландии, умерший неженатым[1].
- Леди Энн Мюррей (1687 — 30 ноября 1710), в 1706 году она вышла замуж за Джона Кокрейна, 4-го графа Дандональда, и леди Сюзанны Гамильтон (дочь Уильяма Гамильтона, герцога Гамильтона, и Анны Гамильтон, suo jure герцогини Гамильтон[5].
- Достопочтенный Роберт Мюррей (7 января 1689 — 25 марта 1738), бригадный генерал, который женился на Мэри Халкетт, дочери сэра Чарльза Халкетта, 1-го баронета, и Джанет Мюррей (внучка сэра Уильяма Мюррея и правнучка 1-го графа Стерлинга)[1].
- Уильям Мюррей, 3-й граф Данмор (2 марта 1696 — 1 декабря 1756), в 1728 году он женился на достопочтенной Кэтрин Мюррей, дочери Уильяма Мюррея, 2-го лорда Нэрна[1].
- Достопочтенный Томас Мюррей (июнь 1698 — 21 ноября 1764), генерал-лейтенант 40-го пехотного полка, женившийся на Элизабет Армингер.
- Леди Кэтрин Мюррей (1702—1782), которая в 1712 году вышла замуж за Джона Мюррея, мастера Нэрна, сына Уильяма Мюррея, 2-го лорда Нэрна[6].

Лорд Данмор скончался 19 апреля 1710 года, и ему наследовал его сын Джон, поскольку его старший сын Джеймс, носивший титул виконта Финкасла, умер неженатым и не оставившим потомства в 1704 году.